# Cot (ort)
Cot är en ort i Costa Rica.   Den ligger i provinsen Cartago, i den centrala delen av landet, 23 km öster om huvudstaden San José. Cot ligger 1 811 meter över havet och antalet invånare är 6 784.
Terrängen runt Cot är kuperad åt sydväst, men åt nordost är den bergig. Terrängen runt Cot sluttar söderut. Runt Cot är det ganska tätbefolkat, med 149 invånare per kvadratkilometer. Närmaste större samhälle är Cartago, 6,1 km sydväst om Cot. Omgivningarna runt Cot är en mosaik av jordbruksmark och naturlig växtlighet.